# Christian Gebauer
Christian Gebauer (Austria, 24 de diciembre de 1993) es un futbolista austriaco. Juega de centrocampista y su equipo es el Rheindorf Altach de la Bundesliga de Austria.

## Trayectoria
De paso por el fútbol amateur de Austria, Gebauer llegó al profesionalismo en 2014 cuando fichó por el WSG Wattens.
Para la temporada 2020-21 fichó por el Arminia Bielefeld de la 1. Bundesliga alemana. En agosto de 2021 fue cedido al F. C. Ingolstadt 04.

## Estadísticas
Actualizado al último partido disputado el 23 de mayo de 2025.
| Club | Div.          | Temporada     | Liga  | Liga  | Copas nacionales(1) | Copas nacionales(1) | Copas internacionales(2) | Copas internacionales(2) | Total | Total |
| Club | Div.          | Temporada     | Part. | Goles | Part.               | Goles               | Part.                    | Goles                    | Part. | Goles |
| --- | ------------- | ------------- | ----- | ----- | ------------------- | ------------------- | ------------------------ | ------------------------ | ----- | ----- |
| WSG Wattens · Austria                                                                                       | 3.ª           | 2014-15       | 30    | 7     | 1                   | 0                   | ―                        | ―                        | 31    | 7     |
| WSG Wattens · Austria                                                                                       | 3.ª           | 2015-16       | 27    | 1     | 3                   | 1                   | ―                        | ―                        | 30    | 2     |
| WSG Wattens · Austria                                                                                       | 2.ª           | 2016-17       | 36    | 10    | 3                   | 0                   | ―                        | ―                        | 39    | 10    |
| WSG Wattens · Austria                                                                                       | Total club    | Total club    | 93    | 18    | 7                   | 1                   | 0                        | 0                        | 100   | 19    |
| S. C. Rheindorf Altach · Austria                                                                            | 1.ª           | 2017-18       | 36    | 4     | 3                   | 2                   | 8                        | 0                        | 47    | 6     |
| S. C. Rheindorf Altach · Austria                                                                            | 1.ª           | 2018-19       | 31    | 4     | 3                   | 0                   | ―                        | ―                        | 34    | 4     |
| S. C. Rheindorf Altach · Austria                                                                            | 1.ª           | 2019-20       | 31    | 5     | 2                   | 0                   | ―                        | ―                        | 33    | 5     |
| Arminia Bielefeld · Alemania                                                                                | 1.ª           | 2020-21       | 23    | 1     | 0                   | 0                   | ―                        | ―                        | 23    | 1     |
| Arminia Bielefeld · Alemania                                                                                | 1.ª           | 2021-22       | 0     | 0     | 1                   | 0                   | ―                        | ―                        | 1     | 0     |
| F. C. Ingolstadt 04 · Alemania                                                                              | 2.ª           | 2021-22       | 22    | 1     | 0                   | 0                   | ―                        | ―                        | 22    | 1     |
| F. C. Ingolstadt 04 · Alemania                                                                              | Total club    | Total club    | 22    | 1     | 0                   | 0                   | 0                        | 0                        | 22    | 1     |
| Arminia Bielefeld · Alemania                                                                                | 2.ª           | 2022-23       | 18    | 1     | 1                   | 0                   | ―                        | ―                        | 19    | 1     |
| Arminia Bielefeld · Alemania                                                                                | Total club    | Total club    | 41    | 2     | 2                   | 0                   | 0                        | 0                        | 43    | 2     |
| S. C. Rheindorf Altach · Austria                                                                            | 1.ª           | 2023-24       | 30    | 2     | 4                   | 0                   | ―                        | ―                        | 34    | 2     |
| S. C. Rheindorf Altach · Austria                                                                            | 1.ª           | 2024-25       | 17    | 1     | 1                   | 0                   | ―                        | ―                        | 18    | 1     |
| S. C. Rheindorf Altach · Austria                                                                            | Total club    | Total club    | 145   | 16    | 13                  | 2                   | 8                        | 0                        | 166   | 18    |
| Total carrera                                                                                               | Total carrera | Total carrera | 301   | 37    | 22                  | 3                   | 8                        | 0                        | 331   | 40    |
| (1) Incluye datos de la Copa de Austria y Copa de Alemania. (2) Incluye datos de la Liga Europa de la UEFA. |               |               |       |       |                     |                     |                          |                          |       |       |